# Адисан
Адисан (фр. Adissan) је насеље и општина у јужној Француској у региону Лангдок-Русијон, у департману Еро која припада префектури Безје.
По подацима из 2011. године у општини је живело 1.000 становника, а густина насељености је износила 224,22 становника/km². Општина се простире на површини од 4,46 km². Налази се на средњој надморској висини од 76 метара (максималној 105 m, а минималној 30 m).

## Демографија
| 1962. | 1968. | 1975. | 1982. | 1990. | 1999. | 2011. |
| ----- | ----- | ----- | ----- | ----- | ----- | ----- |
| 711   | 733   | 700   | 720   | 706   | 736   | 1.000 |

График промене броја становника у току последњих година